# Arkadiusz Skrzypaszek
Arkadiusz Skrzypaszek (né le 20 avril 1968 à Oświęcim) était un athlète polonais, champion olympique de pentathlon.

## Biographie
Il a passé sa jeunesse à Brzeszcze. En 1987, après deux années de formation, il est devenu vice-champion du monde. 
Pour ses premiers Jeux olympiques d'été de 1988, à Séoul,  il remporte l'épreuve du saut en longueur dans l'épreuve du pentathlon. Il termine ainsi à la 23e place en individuel et à la 10e place en équipe. 
En 1988 (à Torres Vedras) et en 1990 (à Lahti), il a été médaillé de bronze aux championnats du monde. 
En sélection pour la participation olympique, aux championnats du monde de pentathlon de 1991, à San Antonio, il glane le titre en individuel et la médaille d'argent en équipe.
Aux Pentathlon moderne aux Jeux olympiques d'été de 1992, à Barcelone, il a remporté deux médailles d'or, en individuel et par équipe (avec Maciej Czyżowicz et Dariusz Goździak). 
À l'âge de 24 ans, il met un terme à sa carrière.

## Performances

### Jeux olympiques
- Pentathlon moderne aux Jeux olympiques d'été de 1992, à Barcelone:
  - individuel,  Médaille d'or
  - par  équipe,  Médaille d'or
- Pentathlon moderne aux Jeux olympiques d'été de 1988, à Séoul:
  - individuel, 23e
  - par  équipe, 10e

### Championnats du monde
- individuel
  - 1991,  Médaille d'or
  - 1987,  Médaille d'argent
  - 1988,  Médaille de bronze
  - 1990,  Médaille de bronze

- par  équipe
  - 1991,  Médaille d'argent

## Divers
Il a reçu la Croix de Chevalier de l'Ordre de la Pologne.